# Обрив
Обри́в (фр. Aubrives) — коммуна во Франции, находится в регионе Шампань — Арденны. Департамент коммуны — Арденны. Входит в состав кантона Живе. Округ коммуны — Шарлевиль-Мезьер.
Код INSEE коммуны — 08028.
Коммуна расположена приблизительно в 230 км к северо-востоку от Парижа, в 135 км севернее Шалон-ан-Шампани, в 38 км к северу от Шарлевиль-Мезьера.

## Население
Население коммуны на 2008 год составляло 895 человек.
| 1962 | 1968 | 1975 | 1982 | 1990 | 1999 | 2008 |
| ---- | ---- | ---- | ---- | ---- | ---- | ---- |
| 1161 | 1021 | 1104 | 1022 | 1139 | 1026 | 895  |

## Администрация
| Период | Период | Фамилия         | Партия                             | Должность |
| ------ | ------ | --------------- | ---------------------------------- | --------- |
| 1989   | 1995   | Ален Вандевельд | Объединённый демократический фронт |           |
| 1995   | 2008   | Ален Пакье      | левые                              |           |
| 2008   |        | Жильбер Леклерк | левые                              |           |

## Экономика
В 2007 году среди 577 человек в трудоспособном возрасте (15—64 лет) 417 были экономически активными, 160 — неактивными (показатель активности — 72,3 %, в 1999 году было 68,4 %). Из 417 активных работали 352 человека (213 мужчин и 139 женщин), безработных было 65 (28 мужчин и 37 женщин). Среди 160 неактивных 31 человек были учениками или студентами, 49 — пенсионерами, 80 были неактивными по другим причинам.